# كولش
ران ريلي كولش (Rune Reilly Kölsch) أو فقط كولش (Kölsch).هو منتج أسطوانات و دي جي دنماركي.

## روابط خارجية
- كولش على موقع IMDb (الإنجليزية)
- كولش على موقع ميوزك برينز (الإنجليزية)
- كولش على موقع ميوزك برينز (الإنجليزية)
- كولش على موقع ميوزك برينز (الإنجليزية)
- كولش على موقع أول ميوزيك (الإنجليزية)
- كولش على موقع ديسكوغز (الإنجليزية)
- كولش على موقع ديسكوغز (الإنجليزية)
- كولش على موقع ديسكوغز (الإنجليزية)
- كولش على موقع ديسكوغز (الإنجليزية)